# スルヤ
スルヤは、作曲家諸井三郎を中心に1927年に結成された、作曲家、演奏家、評論家などからなる音楽団体。1931年までに7回の作品発表会を開催し、1932年に解散した。「楽団スルヤ」「スルヤ楽団」とも呼ばれた。

## 概要
諸井三郎は浦和高校時代の友人今日出海と共に東京帝国大学に進み、今の友人河上徹太郎、小林秀雄らと親しくなる。3年になった1927年の頃には、友人たちと自作の演奏などの合奏を楽しんでいた。諸井の作品を世に出そうと友人たちの尽力で、楽団スルヤが発足。「スルヤ」は梵語で「太陽神」を意味する。同人には伊集院清三、河上徹太郎、民谷宏、中嶋田鶴子、長井維理、内海誓一郎、そして諸井三郎が名を連ねていた。皆アマチュアのメンバーで、作曲をしたのは諸井と内海であり、伊集院と河上はピアノ、長井はテノールと指揮、民谷はチェロ、中嶋はヴァイオリンであった。
当時の楽壇は東京音楽学校が中心であったが、スルヤはそれとは無縁で、日本の先輩音楽家ではなくヨーロッパ音楽への直接の心酔が活動の根底にあった。1927年12月9日に第1回作品発表会を開催し、諸井の作品13曲を演奏した。その後1931年の第7回まで演奏会を重ねた。アマチュアの楽壇であったが、当時はソナタやピアノ・トリオを作曲する人は稀で、活動は大きな反響を呼んだ。
スルヤのメンバーには同人以外にも、作曲の江藤輝やヴァイオリンの作間収、詩人の中原中也など様々な人物が加わった。諸井と内海は中原中也の詩に作曲し、スルヤの演奏会で発表している。演奏以外のメンバーは運営について様々に尽力していた。諸井は1932年6月にドイツ留学に出発し、スルヤは解散した。

## 演奏会

### 第1回作品発表会
1927年12月9日 日本青年館
諸井三郎作曲
- 『ピアノソナタ 変イ短調』
- 歌曲『野路の梅』『狐のわざ』『小曲』『風・光・木の葉』『知るや君』
- 『ロマンス ヘ長調』 （ヴァイオリン）
- 二重唱 『流星』『潮音』（ソプラノ、テノール）
- ピアノ曲 『ファンタヂィー』『ポエティカルスィート』
- セロ ピアノ ソナタ
- ピアノトリオ ロ短調

演奏者：諸井三郎（ピアノ）、河上徹太郎（ピアノ）、長井維理（テノール）、他

### 第2回作品発表会
1928年5月4日 日本青年館
第1部 諸井三郎作品
- 『ピアノトリオ ロ短調』
- 歌曲『公孫樹』『臨終』『朝の歌』（バリトン、チェロ助奏、ピアノ）

第2部 内海誓一郎作品
- ピアノ曲『前奏曲ホ長調』『即興曲 7つの変奏』
- 歌曲『雨の海辺にて』（バリトン、ピアノ）

第3部 諸井三郎作品
- 『ピアノソナタ ニ長調』
- 『ヴァイオリンソナタ』

演奏者：諸井三郎（ピアノ）、他

### 第3回作品発表会
1928年11月9日 日本青年館
諸井三郎作曲
- 『ピアノコンチェルト 嬰ヘ短調 Op.6』
- 音詩『瞑想 Op.6』（管弦楽）
- 頌歌『クリシュナムルティ Op.16』（混声合唱、管弦楽）

演奏者：諸井三郎（ピアノ、指揮）、長井維理（指揮）、国民交響楽団、東京高等音楽学院（合唱）、他

### 第4回作品発表会
1929年7月2日 日本青年館
- 内海誓一郎：『ピアノソナタ 第1』
- 諸井三郎：『ピアノソナタ 第2 変イ短調』
- 諸井三郎：『セロソナタ 第2』
- 諸井三郎：絃楽四重奏『夢の声』
- 諸井三郎：『ピアノソナタ 第3』

演奏者：マキシム・シャピロ（ピアノ）、民谷宏（チェロ）、鈴木クワルテツト

### 第5回作品発表会
1930年5月7日 日本青年館
- 諸井三郎：『ピアノソナタ 第4 Op.22』
- 内海誓一郎：バリトン独唱『帰郷』『失せし希望』
- 諸井三郎：『セロソナタ 第3 Op.21』
- 内海誓一郎：『絃楽四重奏 ヘ長調 Op.4』
- 諸井三郎：バリトン独唱『老ひたる者をして、空しき秋 第12 Op.20』『The Immortal Friend XV Op.24』
- 諸井三郎：混声六重唱附バリトン独唱『The Immortal Friend XVII Op.23』

演奏者：諸井三郎（ピアノ）、新絃楽四重奏団、東京高等音楽学院合唱協団、他

### 第6回作品発表会
1930年10月26日　日本青年館
- 諸井三郎：『6の前奏曲』
- 内海誓一郎：『ピアノ・トリオ』
- 江藤輝：ピアノ組曲『神の国 1、2』
- 江藤輝：ピアノ・ソナタ『天路歴程』

演奏者：諸井三郎（ピアノ）、他

### 第7回作品発表会
1931年6月5日　日本青年館
- 内海誓一郎：歌曲『二月』
- 内海誓一郎：『ピアノ・トリオ イ短調 Op.5』
- 諸井三郎：歌曲『小曲』『乳母車』『空しき秋・第12』『少年』
- 諸井三郎：『ヴァイオリン・ソナタ 第2番』
- 諸井三郎：『ピアノ五重奏曲 Op.27 』

演奏者：モギレフスキー（ヴァイオリン）、諸井三郎（ピアノ）、他

## 評価
音楽評論家の牛山充は、スルヤ第1回発表会を聴き「表現の日本人離れをした飛躍等に驚くべきものがある」との批評を朝日新聞に載せている。第2回発表会についても、「作品、演奏ともに非常な進歩のあとを見せた」と賛辞を寄せ、「総じて高い教養とインテレクトの土台に立つスルヤ同人の芸術には他の単なる手先や指頭の器用さの作り出す物に見られない高貴性がある」と讃えている。
第5回演奏会については、雑誌『音楽世界』に評が掲載され、諸井の作品は「ことごとく近代味をもったもの」「全ての点からいって完成と云える」「勇敢に近代的音楽に進みつつある事は、誠に喜ばしい」と評された。また第7回演奏会について、作曲家守田正義は『音楽世界』に、「浪漫的フォルム」という印象で、「総てピアノ的な手法で書かれていて各弦楽器の特性について余り考慮が払われていない様に見える」「内容の方面の発展性は認められたがも少しフォルムに一貫性があるべきだと思う」との評を載せている。